# Ахенски мир (1668)
Ахенски мир потписан је 2. маја 1668. године између Француске и Шпаније. Њиме је окончан Деволуциони рат.

## Мир
Деволуциони рат (1667-1668) Луј XIV води у покушају да припоји шпанске територије. Као супруг Марије Терезије, он настоји да након смрти шпанског краља Филипа IV (1665) преузме наслеђе. Пошто Терезија не добија наслеђе, француске снаге под Кондеом упадају у Франш-Конте, а под Тиреном у Низоземску.
Мир је гарантован од стране Троструке алијансе коју су чинили Енглеска, Низоземска и Шведска. Закључен је на првом конгресу у Ахену. Луј XIV је вратио три града: Камбреј, Сент-Омер и Ер сир ла Лис. Такође, вратио је провинцију Франш-Конте. За узврат, Луј је добио дванаест тврђава, укључујући и Лил. Споразумом су Француској остале све територије задобијене у Фландрији 1667. године.